# 稲葉泰弘
稲葉 泰弘（いなば やすひろ、男性、1985年10月21日 - ）は、日本のレスリング選手。茨城県出身。警視庁所属。

## 来歴
霞ヶ浦高等学校、専修大学卒。
2009年、全日本選手権で初優勝。
翌2010年、世界選手権、アジア大会でいずれも銅メダル獲得。
2011年、ロンドンオリンピックへの関門となる全日本選手権で決勝まで進むが、湯元進一に敗れロンドン五輪を逃した。